# Riccardo De Magistris
Pour les articles homonymes, voir De Magistris.
Riccardo De Magistris, né le 2 juin 1954 à Florence, est un joueur et entraîneur de water-polo italien. 
Joueur du Rari Nantes Florentia et de l'équipe d'Italie de water-polo masculin, il est vice-champion olympique aux Jeux olympiques d'été de 1976 et troisième du Championnat d'Europe de 1977.
Son frère Gianni De Magistris est aussi un joueur de water-polo, ainsi que sa nièce Mila De Magistris.